# Списак епизода серије Пси лају, ветар носи

Серија Пси лају, ветар носи се емитoвала на каналу РТС 1 од 21. октобра 2017. Прва сезона је почела са емитовањем 21. октобра 2017 а завршена 30 децембра 2017.
Друга сезона се приказивала током сезоне 2019-2020 године и емитовано је 11. епизода.

## Преглед
| Сезона | Сезона | Број епизода | Премијерно емитовање | Премијерно емитовање |
| Сезона | Сезона | Број епизода | Почетак емитовања    | Завршетак емитовања  |
| ------ | ------ | ------------ | -------------------- | -------------------- |
|        | 1      | 11           | 21. октобар 2017.    | 30. децембар 2017.   |
|        | 2      | 11           | 5. октобар 2019.     | 14. децембар 2019.   |

## Епизоде

### 1. сезона (2017)
| Бр. у сезони | Бр. у серији | Назив                         | Премијерно емитовање | Радња |
| 1            | 1            | Панталоне трула вишња         | 21. октобар 2017.    | Ставра продаје шасије аутомобила које скупља са оближњег аутопута, таксира на дивље, топи и претапа свеће са гробља, сналази се кроз живот, често упадајући у неприлике и проблеме због своје непромишљености. |
| 2            | 2            | Вијагра или нешто за простату | 28. октобар 2017.    | Уништити панталоне боје трула вишња, које је носио у крађи надгробних бисти – мисао је која опседа Ставру у рано недељно јутро. Док се правда својој жени Гроздани, седа у кола са Развигором и шураком Гостимиром и одлазе да договоре “бизнис аранжман” са озлоглашеним Циганином Слађаном. Гладиола, који је једини завршио у притвору због крађе, излази на слободу и доноси одлуку да окрене други лист, престане да финансира своју незахвалну фамилију. У жељи да се пред Виолетом покаже у бољем светлу, Ставра одлучује да набави вијагру. У комичној сцени у апотеци, док Ставра потура Гостимира као конзумента вијагре, они бивају сведоци оружане пљачке, у којој несрећни Гостимир извлачи најдебљи крај, а Ставра излази као херој... |
| 3            | 3            | Слабо срце и Акапулко         | 4. новембар 2017.    | У дворишту Ставрића у току је породична фудбалска утакмица. Ставра се дотерује и већ по навици неспретно покушава да избегне породичне обавезе, објашњавајући Гроздани да се спрема за пословни састанак. Седа у кола и договара виђање са удовицом Виолетом. У свом кабинету, оптерећен мислима о зеленашима који га јуре и дебелом Слађану коме је Ставра узео паре, Гладиола слуша Микине приче о Рафаелином певачком умећу и невољно им даје последњи динар. Они одлазе у студио великог музичког продуцента, који им је обећао блиставу каријеру. Ставра са кутијом вијагре у џепу одлази у посету удовици Виолети. Уместо ње, врата генералске виле отвара комшија Трајче, решен да им поквари планове. |
| 4            | 4            | Помије и бакарна жица         | 11. новембар 2017.   | Ставра у кладионици губи паре које му је Циганин Слађан дао као аванс. Као и увек кад остане шворц, одлази код бата Гладиоле да му изнесе нове “планове” о великим пословима и још већој заради, не би ли добио неки динар на зајам. И не слути да је све време под будним оком инспектора Павловића (Недељко Бајић). За то време, Слађан (Драган Маринковић) је већ стигао до куће Ставрића и бесан чека свој новац, решен да рашчисти са Ставром једном за свагда. Пошто ништа није искамчио од Гладиоле, Ставра одлази даље. Једина мисао му је: Где наћи паре? Можда је удовица Виолета наследила генералску уштеђевину... Развигор, Томче и Храна одлазе на договорени утовар бакарне жице код Тече, “трговца” секундарним сировинама (Александар Срећковић). Одједном бивају окружени наоружаним типовима и црним џиповима, упадају усред унакрсне паљбе, убеђени да су жртве полицијске акције. |
| 5            | 5            | Кртице, та дивна створења     | 18. новембар 2017.   | Тихо, да нико не примети, Рафаела се искрада из куће и одлази ужурбано таксијем. Њен деда Роја, убеђен да је Мика криминалац и наркоман, користи прилику да ровари по кући, тражећи доказе. А онда се неспретно саплиће и пада низ степенице. Једини сведок незгоде је управо Мика... Под изговором да иде код лекара, Рафаела одлази да се види са инспектором Павловићем. Да ли је деда Роја успео да је убеди да је њен вереник пробисвет који је не воли или Рафаела има други план за браћу Ставриће? Међутим, тај сусрет није прошао неопажено. Неко је све то забележио на фотографијама. Браћа Ставрићи сумњају да је Рафаела кртица. Дебели Слађан, коме је Ставра и даље дужан, послао је екипу да уђе у траг Ставрићима. Док они испоручују цвеће удовици Виолети и не слуте да им је неко за петама...                                                                                     |
| 6            | 6            | Гаће Куала Лумпур             | 25. новембар 2017.   | У приватности Гладиолиног кабинета, далеко од радозналих очију, Ставрићи или бар оно што је остало од њих, праве стратегију. Треба решити проблем са Рафаелом доушником, али и избавити Ставру и синове које је Циганин Слађан узео као таоце. Пошто је Гладиола као и увек “купио“ Ставри време за отплату дуга дебелом Слађану, по старом добром обичају Костадин Ставрић упада у нову пословну комбинацију. Овога пута му преварант Теча сервира причу о првокласној роби с којом ће да се обогати и Ставра наравно, очајан и у дуговима, прихвата понуду. Одлази код Гладиоле да га убеди да уложи у бизнис са еротским гаћама из Куала Лумпура. На тераси познатог београдског ресторана Рафаела и њен отац, гастарбајтер Радојица, разматрају могућност кривичне пријаве против Мике Армонике, који је очајан јер га је Рафаела отерала и несрећан кампује испред њене куће.                     |
| 7            | 7            | Суноврат бизнисмена Ставре    | 2. децембар 2017.    | |
| 8            | 8            | Папа Николау и друге приче    | 9. децембар 2017.    | |
| 9            | 9            | Мој мобилни мени јавља        | 16. децембар 2017.   | |
| 10           | 10           | Ануитети и глобално загревање | 23. децембар 2017.   | |
| 11           | 11           | Дан Д                         | 30. децембар 2017.   | |

### 2. сезона (2019)
| Бр. у сезони | Бр. у серији | Назив                | Премијерно емитовање | Радња |
| 1            | 12           | Бесмртно срце        | 5. октобар 2019.     |       |
| 2            | 13           | Бабе и жабе          | 12. октобар 2019.    |       |
| 3            | 14           | Циције и инвестиције | 19. октобар 2019.    |       |
| 4            | 15           | Трафикинг и карантин | 26. октобар 2019.    |       |
| 5            | 16           | Гладиоле и мишомор   | 2. новембар 2019.    |       |
| 6            | 17           | Депозит и дрпозит    | 9. новембар 2019.    |       |
| 7            | 18           | Камен темељац        | 16. новембар 2019.   |       |
| 8            | 19           | Маратон Косово       | 23. новембар 2019.   |       |
| 9            | 20           | Српска земља         | 30. новембар 2019.   |       |
| 10           | 21           | Чемер Радомиља       | 7. децембар 2019.    |       |
| 11           | 22           | Жеђ слободе          | 14. децембар 2019.   |       |